# ريكاردو باتون
ريكاردو باتون (بالإنجليزية: Ricardo Patton)‏ هو مدرب كرة سلة أمريكي، ولد في 23 أكتوبر 1958.

## روابط خارجية
- ريكاردو باتون على موقع كلية كرة السلة في سبورتس رفرنس.كوم (الإنجليزية)